# Ігри країн БРІКС
Спортивні ігри країн БРІКС — щорічний міжнародний мультиспортивний захід, організований країнами БРІКС, починаючи з 2016 року. Захід зазвичай організовує та країна, яка головує в групі БРІКС.

## Історія спортивних ігор країн БРІКС
| № | Дата              | Місце проведення  | Види спорту | Посилання   |
| --- | ----------------- | ----------------- | --- | ----------- |
| Пробні ігри | 5—15 жовтня 2016  | Гоа, Індія        | 1 вид: Футбол до 17 років | [ 1 ]       |
| 1-ші ігри | 17—21 червня 2017 | Гуанчжоу, Китай   | 3 види: баскетбол, волейбол, ушу (таолу) | [ 1 ]       |
| 2-гі ігри | 17—22 липня 2018  | Йоганнесбург, ПАР | 3 види: волейбол (чоловіки/жінки), футбол (жінки), нетбол | [ 1 ]       |
| У 2019, 2020 та 2021 роках через загрозу поширення COVID-19 деякі спортивні змагання пройшли в онлайн-форматі. |                   |                   | |             |
| 3-ті гри | 1—30 вересня 2022 | В онлайн-форматі  | 3 види: брейкінг, шахи, ушу | [ 2 ] [ 3 ] |
| 4-ті ігри | 18—21 жовтня 2023 | Дурбан, ПАР       | 5 видів: плавання, бадмінтон, настільний теніс, теніс, пляжний волейбол. | [ 4 ] [ 5 ] |
| 5-ті ігри | 12—23 червня 2024 | Казань, Росія     | 27 видів: акробатичний рок-н-рол, бадмінтон, бокс, боротьба на поясах, брейкінг, веслування на байдарках і каное, веслувальний спорт, дзюдо, карате, кінний спорт, куреш, легка атлетика, настільний теніс, плавання, пляжний волейбол, пляжний гандбол, стрибки у воду, самбо, синхронне плавання, скейтбординг, спортивна боротьба, спортивна гімнастика, теніс, важка атлетика, ушу, фехтування, баскетбольне двоборство, футбольне двоборство, шахи, художня гімнастика. | [ 6 ]       |